# Tambja
Tambja – rodzaj ślimaków z rzędu nagoskrzelnych i rodziny Polyceridae.

## Morfologia i ekologia

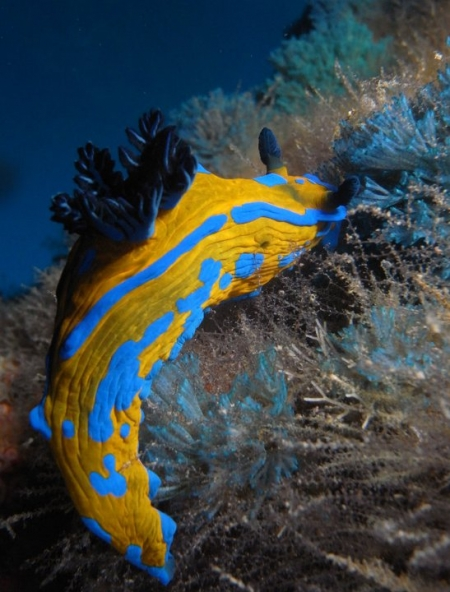
Tambja verconis

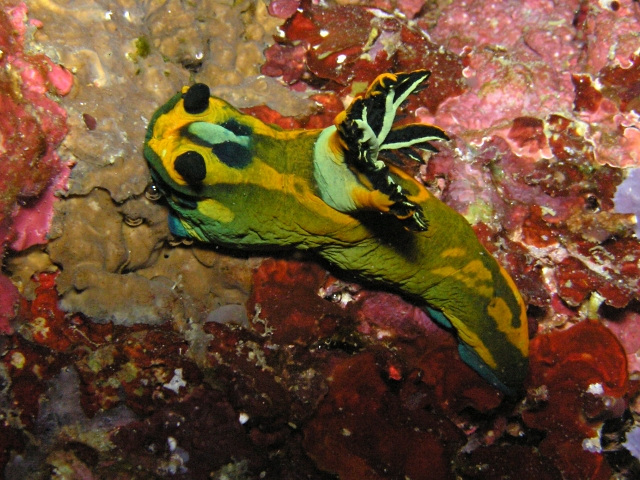
Tambja olivaria

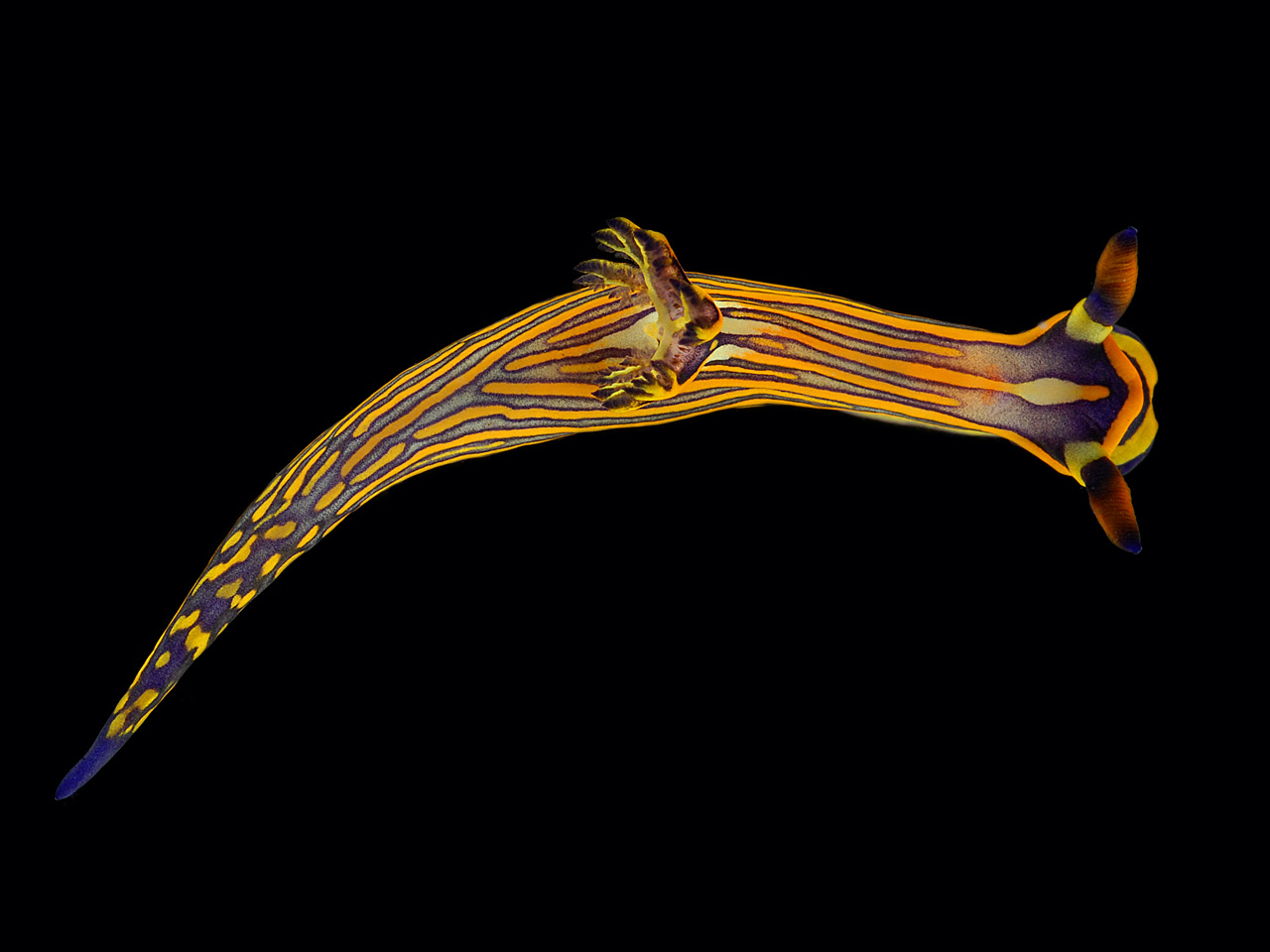
Tambja affinis

Ślimaki te mają przód ciała pozbawiony wyrostków frontalnych i welarnych. Fałd nakrywający głowową część ciała zwany welonem frontalnym ma u nich postać szczątkową. Blaszkowate rinofory mają zdolność kurczenia się i chowania w osłonkach. Narządy gębowe pozbawione są szczęk – ich miejsce zajmuje silny kołnierz wargowy. Tarkę cechują prostokątne lub kwadratowe zęby środkowe (osiowe) o wciętych lub gładkich krawędziach górnych, zęby boczne wewnętrzne o dwóch guzkach, z których wewnętrzny może być niezmodyfikowany lub rozdwojony oraz obecność od trzech do siedmiu zewnętrznych płytek bocznych. Skrzela rozdzielają się na trzy do pięciu gałęzi. Narządy rozrodcze odznaczają się niewielką prostatą ograniczoną do postaci gruczołowego odcinka nasieniowodu oraz uzbrojonym prąciem.
Zwierzęta te zamieszkują bentos mórz i oceanów. Są drapieżnikami, żerującymi na mszywiołach. 

## Taksonomia
Rodzaj ten wprowadzony został w 1962 roku przez Roberta Burna, który jego gatunkiem typowym wyznaczył Nembrotha verconis. Molekularna analiza filogenetyczna przeprowadzona w 2006 roku przez Martę Polę i współpracowników wskazuje, że jest to takson parafiletyczny względem rodzaju Roboastra.
Do rodzaju tego zalicza się 30 opisanych gatunków:
- Tambja abdere Farmer, 1978
- Tambja affinis (Eliot, 1904)
- Tambja amitina (Bergh, 1905) – nomen dubium
- Tambja anayana Ortea, 1989
- Tambja blacki Pola, Cervera & Gosliner, 2006
- Tambja brasiliensis Pola, Padula, Gosliner & Cervera, 2014
- Tambja caeruleocirrus Willan & Chang, 2017
- Tambja capensis (Bergh, 1907)
- Tambja ceutae Garcia-Gomez & Ortea, 1988
- Tambja crioula Pola, Padula, Gosliner & Cervera, 2014
- Tambja dracomus Willan & Chang, 2017
- Tambja diaphana (Bergh, 1877) – nomen dubium
- Tambja eliora (Er. Marcus & Ev. Marcus, 1967)
- Tambja fantasmalis Ortea & García-Gómez, 1986
- Tambja gabrielae Pola, Cervera, & Gosliner, 2005
- Tambja gratiosa (Bergh, 1890)
- Tambja haidari Pola, Cervera, & Gosliner, 2006
- Tambja kava Pola, Padula, Gosliner & Cervera, 2014
- Tambja marbellensis (Schick & Cervera, 1998)
- Tambja morosa (Bergh, 1877)
- Tambja mullineri Farmer, 1978
- Tambja olivaria Yonow, 1994
- Tambja pulcherrima Willan & Chang, 2017
- Tambja sagamiana (Baba, 1955)
- Tambja simplex Ortea & Moro, 1999
- Tambja stegosauriformis Pola, Cervera, & Gosliner, 2005
- Tambja tenuilineata Miller & Haagh, 2005
- Tambja verconis (Basedow & Hedley, 1905)
- Tambja victoriae Pola, Cervera, & Gosliner, 2005
- Tambja zulu Pola, Cervera, & Gosliner, 2005